# Conus striatulus
Conus striatulus é uma espécie de gastrópode do gênero Conus, pertencente a família Conidae.